# Sint-Bartholomeuskerk (Kaaskerke)

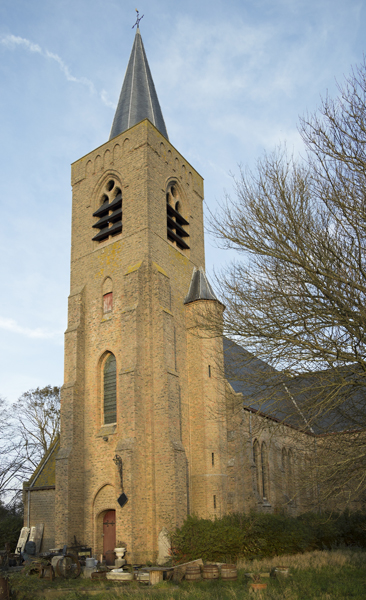
Sint-Bartholomeuskerk

De Sint-Bartholomeuskerk is de parochiekerk van de tot de West-Vlaamse gemeente Diksmuide behorende plaats Kaaskerke, gelegen aan Kaaskerkestraat 103.

## Geschiedenis
Deze kerk heeft een voorganger gekend die noordelijker gelegen was, bij de Oude begraafplaats Kaaskerke. Deze kerk werd in 1750 door blikseminslag getroffen en daarna herbouwd. In 1897 werd de kerk vergroot naar ontwerp van Jules Soete. Zo ontstond een eenbeukige neogotische kruiskerk met achtkante vieringtoren. Dorp en kerk werden echter grotendeels vernield tijdens de Slag om de IJzer, welke in oktober 1914 plaatsvond.
Van 1921-1928 werd een nieuwe kerk gebouwd in historiserende stijl naar ontwerp van Camille Schaessens en René Buyck. Het is een eenbeukige geel bakstenen neogotische kruiskerk met rechtgesloten koor. De voorgebouwde toren heeft vier geledingen en is voorzien van steunberen. Hij wordt geflankeerd door een traptorentje.

## Interieur
Het interieur is witgepleisterd en bevat muurschilderingen, waaronder een van Onze-Lieve-Vrouw van Vlaanderen. Het wordt overwelfd door een houten spitstongewelf. In de zuidelijke transeptarm bevindt zich een 17e-eeuws gepolychromeerd beeld van Onze-Lieve-Vrouw Troost in Nood.